# Девід Томас
Девід Томас (англ. David Thomas; 29 серпня 1937, Лондон) — англійський боксер, призер чемпіонату Європи черед аматорів.

## Аматорська кар'єра
На чемпіонаті Європи 1957 у складі збірної Англії Девід Томас програв в першому бою Йозефу Немецю (Чехословаччина).
1958 року на Іграх Співдружності завоював срібну медаль.
На чемпіонаті Європи 1959 Томас здобув перемоги над Васіле Маріушан (Румунія), Ласло Сабо (Угорщина) та Йозефом Немецем, а у фіналі програв Андрію Абрамову (СРСР) і отримав срібну медаль.
На Олімпійських іграх 1960 у складі збірної Великої Британії Девід Томас програв в першому бою Йозефу Немецю.